# Down to Earth (1932)
Down to Earth (bra De Volta à Realidade, ou De Volta à Terra) é um filme de comédia estadunidense de 1932, dirigido por David Butler.
Estreou em Nova York em 1 de setembro de 1932.